# Asunercept
Asunercept (Entwicklungsnamen APG101 und CAN008) ist ein experimenteller Wirkstoff, der bis 2014 in der Behandlung von Glioblastoma multiforme (GBM) untersucht wurde. Eine Arzneimittelzulassung ist mit Stand 2023 bislang nicht erfolgt.

## Beschreibung
Asunercept ist ein lösliches vollständig humanes CD95-Fc-Fusionsprotein zur Behandlung von malignen Erkrankungen. Es besteht aus der extrazellulären Domäne des CD95-Rezeptors und dem Fc-Anteil des Antikörpers IgG. Asunercept verhindert die Bindung des CD95-Liganden (CD95L) an den CD95-Rezeptor (CD95).
Die Wirksamkeit von Asunercept wurde in einer randomisierten klinischen Prüfung der Phase II bei Patienten untersucht, die an einem Glioblastom erkrankt waren und bei denen ein Rückfall der Erkrankung nach vorheriger Strahlentherapie aufgetreten war. Die Behandlung bestand entweder aus einer alleinigen erneuten Strahlentherapie der Tumorregion oder aus erneuter Strahlentherapie mit zusätzlicher Gabe von Asunercept. Die Rekrutierung der Studie begann Anfang 2010 und im Februar 2012 war der letzte Patient der Studie über 6 Monate nachbeobachtet worden. Insgesamt wurden 83 Patienten im Rahmen der klinischen Prüfung behandelt, die 2014 abgeschlossen wurde. Fünf Jahre nach Behandlungsbeginn lebten noch 7 % der Asunercept behandelten und keine der nur mit Strahlentherapie behandelten Patienten. In einer Phase-I-Studie zeigte es als Zusatz zu Bestrahlung und Temozolomid keine verstärkten Nebenwirkungen.
Mit Asunercept wurde insofern ein Ansatz zur Behandlung des Glioblastoms verfolgt, als es therapeutisches Ziel ist, das invasive Wachstum von Glioblastomzellen zu verhindern. Der Therapieansatz basierte auf Erkenntnissen aus dem Deutschen Krebsforschungszentrum und dem Universitätsklinikum Heidelberg, wonach in Glioblastom-Zellen die Bindung des CD95-Liganden an den CD95-Rezeptor das invasive Wachstum der Tumorzellen stimuliert. Eine Blockade dieser Bindung durch APG101 führt daher zur Verhinderung des invasiven Wachstums dieser Zellen.
Der am 27. Mai 2010 im Magazin „Nature“ veröffentlichte Artikel „CD95 promotes tumour growth“ beschreibt das bei Asunercept angewendete Prinzip der Blockierung des C95/CD95L-Systems bei der Therapie bestimmter Tumoren.
Asunercept erhielt im Jahr 2009 in Europa und den USA den Orphan Drug Status. Eine Arzneimittelzulassung ist mit Stand 2023 bislang nicht erfolgt.